# Liste des dirigeants de l'Union soviétique
 (août 2024).
Si vous disposez d'ouvrages ou d'articles de référence ou si vous connaissez des sites web de qualité traitant du thème abordé ici, merci de compléter l'article en donnant les références utiles à sa vérifiabilité et en les liant à la section « Notes et références ».

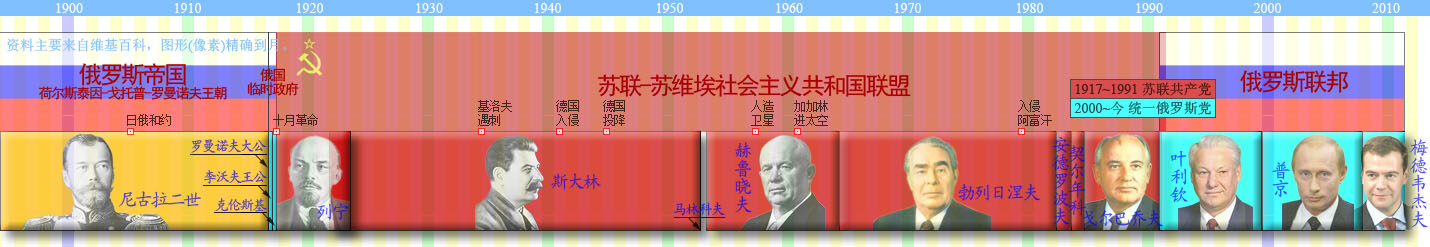
Affichage graphique des anciens chefs d'État russes. Les graphiques sont précis au mois près.

Les dirigeants de l'Union soviétique sont les différents hommes qui ont dirigé la République socialiste fédérative soviétique de Russie puis l'Union des républiques socialistes soviétiques de 1917 à 1991.
L'organisation de l'URSS fait coexister deux ordres institutionnels différents : celui de l'État et celui du Parti communiste de l'Union soviétique (PCUS), qui « noyaute » le premier. L'État possède un chef de l'État et un chef du gouvernement, mais la réalité du pouvoir est assurée par l'homme qui dirige le PCUS. L'histoire a d'ailleurs retenu les noms de ces derniers et non ceux des dirigeants constitutionnels du pays. Le dirigeant du PCUS pouvait par ailleurs cumuler ce poste avec celui de chef de l'État ou de chef du gouvernement, sans que le cumul soit systématique ni constant.
Selon les époques, les dirigeants du Parti sont appelés « secrétaires généraux » ou « premiers secrétaires ».
Les dirigeants de l'État sont en général deux : le président du Parlement soviétique, qui est selon les différentes constitutions, le chef de l'État, et le dirigeant des ministres soviétiques, qui est lui le chef du gouvernement. Cependant, le poste de Président de l'Union des républiques socialistes soviétiques fut créé en 1990 et remplaça le président du parlement soviétique comme chef de l'État jusqu'à la chute de l'Union soviétique.

## Dirigeants de l'État soviétique

### Chefs de l'État
| Nom (dates)                                                           | Date de début                                              | Date de fin                                                | Intitulé du poste                                                     |
| --------------------------------------------------------------------- | ---------------------------------------------------------- | ---------------------------------------------------------- | --------------------------------------------------------------------- |
| Lev Kamenev (1883 - 1936)                                             | 27 octobre 1917 (9 novembre dans le calendrier grégorien)  | 8 novembre 1917 (21 novembre dans le calendrier grégorien) | Président du Comité central exécutif du Congrès panrusse des soviets  |
| Iakov Sverdlov (1885 - 1919)                                          | 8 novembre 1917 (21 novembre dans le calendrier grégorien) | 16 mars 1919                                               | Président du Comité central exécutif du Congrès panrusse des soviets  |
| Mikhaïl Vladimirski (1874 - 1951) (par intérim)                       | 16 mars 1919                                               | 30 mars 1919                                               | Président du Comité central exécutif du Congrès panrusse des soviets  |
| Mikhaïl Kalinine (1875 - 1946)                                        | 30 mars 1919                                               | 30 décembre 1922                                           | Président du Comité central exécutif du Congrès panrusse des soviets  |
| Mikhaïl Kalinine (1875 - 1946)                                        | 30 décembre 1922                                           | 12 janvier 1938                                            | Præsidium du Comité central exécutif de l'URSS (direction collégiale) |
| Grigori Petrovski (1878 - 1958)                                       | 30 décembre 1922                                           | 12 janvier 1938                                            | Præsidium du Comité central exécutif de l'URSS (direction collégiale) |
| Alexandre Tcherviakov (1892 - 1937)                                   | 30 décembre 1922                                           | 16 juin 1937                                               | Præsidium du Comité central exécutif de l'URSS (direction collégiale) |
| Nariman Narimanov (1870 - 1925)                                       | 30 décembre 1922                                           | 19 mars 1925                                               | Præsidium du Comité central exécutif de l'URSS (direction collégiale) |
| Gazanfar Moussabekov (en) (1888 - 1938)                               | 21 mai 1925                                                | 25 juin 1937                                               | Præsidium du Comité central exécutif de l'URSS (direction collégiale) |
| Nedirbaï Aïtakov (ru) (1894 - 1938)                                   | 21 mai 1925                                                | 21 juillet 1937                                            | Præsidium du Comité central exécutif de l'URSS (direction collégiale) |
| Fayzulla Xoʻjayev (1896 - 1938)                                       | 21 mai 1925                                                | 17 juin 1937                                               | Præsidium du Comité central exécutif de l'URSS (direction collégiale) |
| Nousratoulla Loutfoullaev (ru) (1881 - 1937)                          | 18 mars 1931                                               | 4 janvier 1934                                             | Præsidium du Comité central exécutif de l'URSS (direction collégiale) |
| Abdullo Rakhimbaev (1896 - 1938)                                      | 4 janvier 1934                                             | 7 septembre 1937                                           | Præsidium du Comité central exécutif de l'URSS (direction collégiale) |
| Mikhaïl Kalinine (1875 - 1946)                                        | 17 janvier 1938                                            | 19 mars 1946                                               | Président du præsidium du Soviet suprême de l'URSS                    |
| Nikolaï Chvernik (1888 - 1970)                                        | 19 mars 1946                                               | 15 mars 1953                                               | Président du præsidium du Soviet suprême de l'URSS                    |
| Kliment Vorochilov (1881 - 1969)                                      | 15 mars 1953                                               | 7 mai 1960                                                 | Président du præsidium du Soviet suprême de l'URSS                    |
| Léonid Brejnev (1906 - 1982)                                          | 7 mai 1960                                                 | 15 juillet 1964                                            | Président du præsidium du Soviet suprême de l'URSS                    |
| Anastase Mikoïan (1895 - 1978)                                        | 15 juillet 1964                                            | 9 décembre 1965                                            | Président du præsidium du Soviet suprême de l'URSS                    |
| Nikolaï Podgorny (1903 - 1983)                                        | 9 décembre 1965                                            | 16 juin 1977                                               | Président du præsidium du Soviet suprême de l'URSS                    |
| Léonid Brejnev (1906 - 1982)                                          | 16 juin 1977                                               | 10 novembre 1982                                           | Président du præsidium du Soviet suprême de l'URSS                    |
| Vassili Kouznetsov (1901 - 1990) (Premier vice-président par intérim) | 10 novembre 1982                                           | 16 juin 1983                                               | Président du præsidium du Soviet suprême de l'URSS                    |
| Iouri Andropov (1914 - 1984)                                          | 16 juin 1983                                               | 9 février 1984                                             | Président du præsidium du Soviet suprême de l'URSS                    |
| Vassili Kouznetsov (1901 - 1990) (Premier vice-président par intérim) | 9 février 1984                                             | 11 avril 1984                                              | Président du præsidium du Soviet suprême de l'URSS                    |
| Konstantin Tchernenko (1911 - 1985)                                   | 11 avril 1984                                              | 10 mars 1985                                               | Président du præsidium du Soviet suprême de l'URSS                    |
| Vassili Kouznetsov (1901 - 1990) (Premier vice-président par intérim) | 10 mars 1985                                               | 27 juillet 1985                                            | Président du præsidium du Soviet suprême de l'URSS                    |
| Andreï Gromyko (1909 - 1989)                                          | 27 juillet 1985                                            | 1er octobre 1988                                           | Président du præsidium du Soviet suprême de l'URSS                    |
| Mikhaïl Gorbatchev (1931 - 2022)                                      | 1er octobre 1988                                           | 25 mai 1989                                                | Président du præsidium du Soviet suprême de l'URSS                    |
| Mikhaïl Gorbatchev (1931 - 2022)                                      | 25 mai 1989                                                | 15 mars 1990                                               | Président du Soviet suprême de l'Union soviétique                     |
| Anatoli Loukianov (1930 - 2019)                                       | 15 mars 1990                                               | 25 décembre 1991                                           | Président du Soviet suprême de l'Union soviétique                     |
| Mikhaïl Gorbatchev (1931 - 2022)                                      | 15 mars 1990                                               | 25 décembre 1991                                           | Président de l'Union soviétique                                       |

### Liste des chefs de gouvernement de l'Union soviétique (URSS)
| Nom (dates)                                     | Gouvernement    | Date de début                                             | Date de fin       | Intitulé du poste                                                                 | Législature (élection)         |
| ----------------------------------------------- | --------------- | --------------------------------------------------------- | ----------------- | --------------------------------------------------------------------------------- | ------------------------------ |
| Vladimir Ilitch Oulianov (Lénine) (1870 - 1924) | Lénine I        | 26 octobre 1917 (8 novembre dans le calendrier grégorien) | 6 juillet 1923    | Président du Conseil des commissaires du peuple (Sovnarkom) de la RSFSR           | Aucune                         |
| Vladimir Ilitch Oulianov (Lénine) (1870 - 1924) | Lénine II       | 6 juillet 1923                                            | 21 janvier 1924   | Président du Conseil des commissaires du peuple (Sovnarkom) de l'Union soviétique | Congrès des Soviets I          |
| Alexeï Rykov (1881 - 1938)                      | Rykov I         | 23 janvier 1924                                           | 2 février 1924    | Président du Conseil des commissaires du peuple (Sovnarkom) de l'Union soviétique | Congrès des Soviets I          |
| Alexeï Rykov (1881 - 1938)                      | Rykov II        | 2 février 1924                                            | 20 mai 1925       | Président du Conseil des commissaires du peuple (Sovnarkom) de l'Union soviétique | Congrès des Soviets II (1924)  |
| Alexeï Rykov (1881 - 1938)                      | Rykov III       | 20 mai 1925                                               | 18 avril 1927     | Président du Conseil des commissaires du peuple (Sovnarkom) de l'Union soviétique | Congrès des Soviets III (1925) |
| Alexeï Rykov (1881 - 1938)                      | Rykov IV        | 18 avril 1927                                             | 20 mai 1929       | Président du Conseil des commissaires du peuple (Sovnarkom) de l'Union soviétique | Congrès des Soviets IV (1927)  |
| Alexeï Rykov (1881 - 1938)                      | Rykov V         | 20 mai 1929                                               | 19 décembre 1930  | Président du Conseil des commissaires du peuple (Sovnarkom) de l'Union soviétique | Congrès des Soviets V (1929)   |
| Viatcheslav Molotov (1890 - 1986)               | Molotov I       | 19 décembre 1930                                          | 8 mars 1931       | Président du Conseil des commissaires du peuple (Sovnarkom) de l'Union soviétique | Congrès des Soviets V (1929)   |
| Viatcheslav Molotov (1890 - 1986)               | Molotov II      | 8 mars 1931                                               | 28 janvier 1935   | Président du Conseil des commissaires du peuple (Sovnarkom) de l'Union soviétique | Congrès des Soviets VI (1931)  |
| Viatcheslav Molotov (1890 - 1986)               | Molotov III     | 28 janvier 1935                                           | 5 décembre 1936   | Président du Conseil des commissaires du peuple (Sovnarkom) de l'Union soviétique | Congrès des Soviets VII (1935) |
| Viatcheslav Molotov (1890 - 1986)               | Molotov III     | 5 décembre 1936                                           | 12 décembre 1937  | Président du Conseil des commissaires du peuple (Sovnarkom) de l'Union soviétique | Soviet suprême I (1936-1937)   |
| Viatcheslav Molotov (1890 - 1986)               | Molotov IV      | 12 décembre 1937                                          | 6 mai 1941        | Président du Conseil des commissaires du peuple (Sovnarkom) de l'Union soviétique | Soviet suprême I (1936-1937)   |
| Joseph Djougachvili (Staline) (1878 - 1953)     | Staline I       | 6 mai 1941                                                | 10 février 1946   | Président du Conseil des commissaires du peuple (Sovnarkom) de l'Union soviétique | Soviet suprême I (1936-1937)   |
| Joseph Djougachvili (Staline) (1878 - 1953)     | Staline II      | 10 février 1946                                           | 15 mars 1946      | Président du Conseil des commissaires du peuple (Sovnarkom) de l'Union soviétique | Soviet suprême II (1946)       |
| Joseph Djougachvili (Staline) (1878 - 1953)     | Staline II      | 15 mars 1946                                              | 12 mars 1950      | Président du Conseil des ministres (Sovmin) de l'Union soviétique                 | Soviet suprême II (1946)       |
| Joseph Djougachvili (Staline) (1878 - 1953)     | Staline III     | 12 mars 1950                                              | 5 mars 1953       | Président du Conseil des ministres (Sovmin) de l'Union soviétique                 | Soviet suprême III (1950)      |
| Gueorgui Malenkov (1902 - 1988)                 | Malenkov I      | 6 mars 1953                                               | 14 mars 1954      | Président du Conseil des ministres (Sovmin) de l'Union soviétique                 | Soviet suprême III (1950)      |
| Gueorgui Malenkov (1902 - 1988)                 | Malenkov II     | 14 mars 1954                                              | 8 février 1955    | Président du Conseil des ministres (Sovmin) de l'Union soviétique                 | Soviet suprême IV (1954)       |
| Nikolaï Boulganine (1895 - 1975)                | Boulganine      | 8 février 1955                                            | 27 mars 1958      | Président du Conseil des ministres (Sovmin) de l'Union soviétique                 | Soviet suprême IV (1954)       |
| Nikita Khrouchtchev (1894 - 1971)               | Khrouchtchev I  | 27 mars 1958                                              | 18 mars 1962      | Président du Conseil des ministres (Sovmin) de l'Union soviétique                 | Soviet suprême V (1958)        |
| Nikita Khrouchtchev (1894 - 1971)               | Khrouchtchev II | 18 mars 1962                                              | 14 octobre 1964   | Président du Conseil des ministres (Sovmin) de l'Union soviétique                 | Soviet suprême VI (1962)       |
| Alexis Kossyguine (1904 - 1980)                 | Kossyguine I    | 14 octobre 1964                                           | 12 juin 1966      | Président du Conseil des ministres (Sovmin) de l'Union soviétique                 | Soviet suprême VI (1962)       |
| Alexis Kossyguine (1904 - 1980)                 | Kossyguine II   | 12 juin 1966                                              | 14 juin 1970      | Président du Conseil des ministres (Sovmin) de l'Union soviétique                 | Soviet suprême VII (1966)      |
| Alexis Kossyguine (1904 - 1980)                 | Kossyguine III  | 14 juin 1970                                              | 16 juin 1974      | Président du Conseil des ministres (Sovmin) de l'Union soviétique                 | Soviet suprême VIII (1970)     |
| Alexis Kossyguine (1904 - 1980)                 | Kossyguine IV   | 16 juin 1974                                              | 4 mars 1979       | Président du Conseil des ministres (Sovmin) de l'Union soviétique                 | Soviet suprême IX (1974)       |
| Alexis Kossyguine (1904 - 1980)                 | Kossyguine V    | 4 mars 1979                                               | 23 octobre 1980   | Président du Conseil des ministres (Sovmin) de l'Union soviétique                 | Soviet suprême X (1979)        |
| Nikolaï Tikhonov (1905 - 1997)                  | Tikhonov I      | 23 octobre 1980                                           | 11 avril 1984     | Président du Conseil des ministres (Sovmin) de l'Union soviétique                 | Soviet suprême X (1979)        |
| Nikolaï Tikhonov (1905 - 1997)                  | Tikhonov II     | 11 avril 1984                                             | 27 septembre 1985 | Président du Conseil des ministres (Sovmin) de l'Union soviétique                 | Soviet suprême XI (1984)       |
| Nikolaï Ryjkov (1929 - 2024)                    | Ryjkov I        | 27 septembre 1985                                         | 17 juillet 1989   | Président du Conseil des ministres (Sovmin) de l'Union soviétique                 | Soviet suprême XI (1984)       |
| Nikolaï Ryjkov (1929 - 2024)                    | Ryjkov II       | 17 juillet 1989                                           | 14 janvier 1991   | Président du Conseil des ministres (Sovmin) de l'Union soviétique                 | Soviet suprême XII-XIII (1989) |
| Valentin Pavlov (1937 - 2003)                   | Pavlov          | 14 janvier 1991                                           | 28 août 1991      | Premier ministre de l'Union soviétique                                            | Soviet suprême XII-XIII (1989) |
| Ivan Silaïev (1930 - 2023)                      | Silaïev         | 28 août 1991                                              | 25 décembre 1991  | Premier ministre de l'Union soviétique                                            | Soviet suprême XII-XIII (1989) |

## Dirigeants du Parti communiste de l'Union soviétique
Cette dernière liste est beaucoup plus raccourcie que les précédentes. Elle présente les seuls véritables dirigeants effectifs de l'Union soviétique qui sont les dirigeants du Parti communiste de l'Union soviétique (PCUS).
- Vladimir Ilitch Oulianov (Lénine) (8 novembre 1917 - 3 avril 1922, soit 4 ans, 4 mois et 26 jours) : dirigeant de fait des bolcheviks tout en étant chef du gouvernement.
- Joseph Vissarionovitch Djougachvili (Staline) (3 avril 1922 - 16 octobre 1952[1], soit 30 ans, 6 mois et 13 jours) : Secrétaire général du Comité central du Parti communiste (ou bolchévique) de toute l'Union puis Secrétaire général du Parti communiste de l'Union soviétique.
- Nikita Khrouchtchev (7 septembre 1953 - 14 octobre 1964, soit 11 ans, 1 mois et 7 jours) : Premier Secrétaire du Comité central du Parti communiste de l'Union soviétique.
- Léonid Brejnev (14 octobre 1964 - 10 novembre 1982, soit 18 ans et 27 jours) : d'abord Premier Secrétaire du Comité central du Parti communiste de l'Union soviétique puis Secrétaire général du Parti communiste de l'Union soviétique.
- Iouri Andropov (12 novembre 1982 - 9 février 1984, soit 1 an, 3 mois et 28 jours) : Secrétaire général du Comité central du Parti communiste de l'Union soviétique.
- Konstantin Tchernenko (13 février 1984 - 10 mars 1985, soit 1 an et 25 jours) : Secrétaire général du Comité central du Parti communiste de l'Union soviétique.
- Mikhaïl Gorbatchev (11 mars 1985 - 24 août 1991, soit 6 ans, 5 mois et 13 jours) : Secrétaire général du Comité central du Parti communiste de l'Union soviétique.
- Vladimir Ivachko (24 août 1991 - 29 août 1991) : il assure l'intérim après la démission de Mikhaïl Gorbatchev du secrétariat général jusqu'à la suspension du PCUS par le Soviet suprême.